# Виадуки в Глубочепах

Схема расположения виадуков (выделены зелёным))

Виадуки в Глубочепах — обобщенное название двух виадуков на железнодорожной ветке Пражский Земмеринг от Смиховского вокзала в Гостивице. Виадуки находятся в Прокопской долине в районе Глубочепы в Праге.
Оба моста были возведены в 1870 — 1872 годах при строительстве Буштеградской ветви, частью которой позже стал Пражский Земмеринг. Грузовые перевозки были начаты 3 июля, пассажирские 16 сентября 1872 года. Из-за большого подъёма железнодорожная линия описывает вокруг Глубочепов дугу в 180 градусов. Около Юго-восточного виадука находится национальный памятник природы «Железнодорожная выемка».

## Юго-восточный виадук
Более высокий и длинный из двух виадуков, иногда обозначается как нижний. Длина 115 метров, высота 23-25 метров. Переброшен над Глубочепской улицей при пересечении её с Линией 173, проходящей по Прокопской долине.

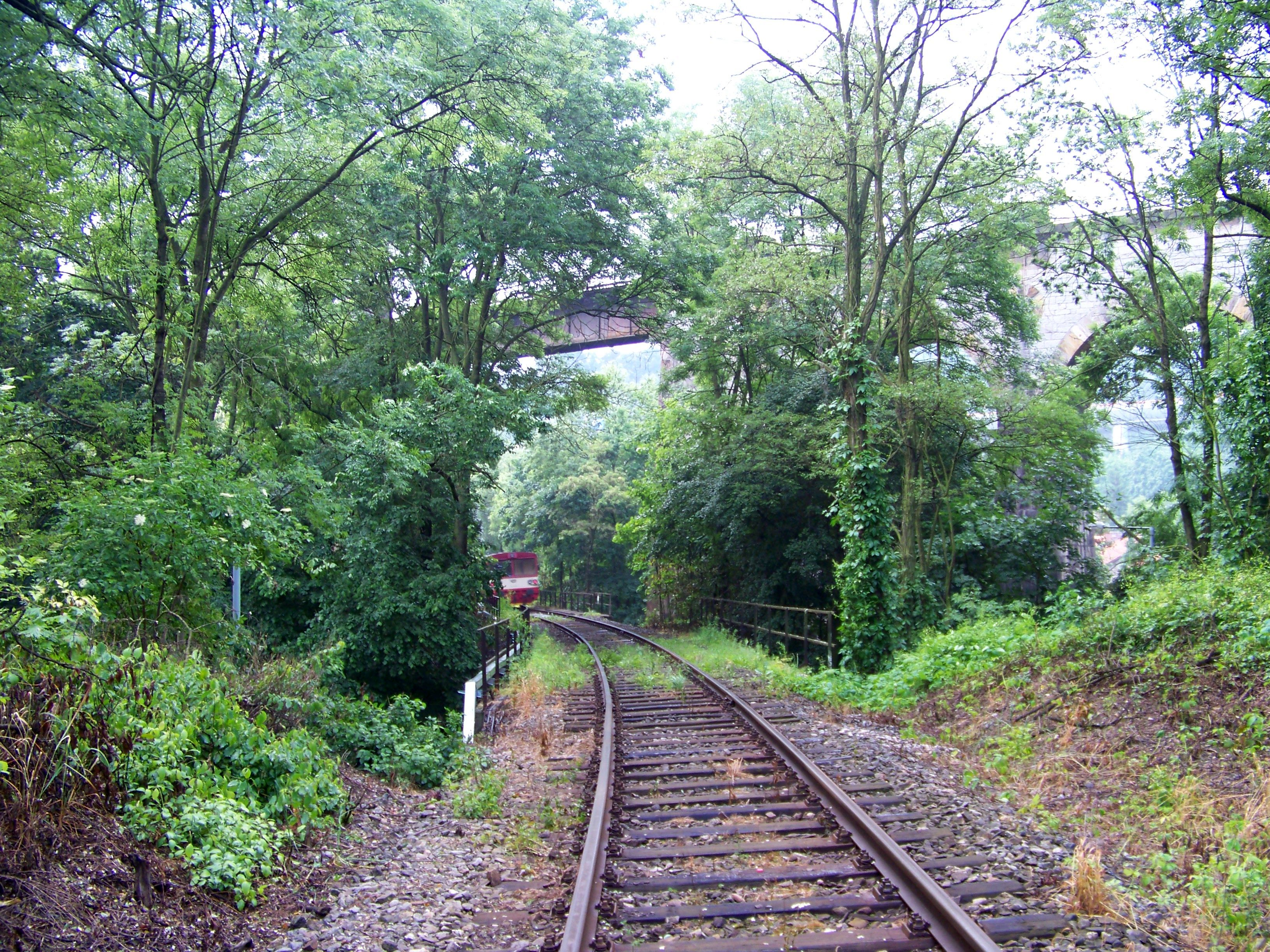
Арки и ферма Юго-восточного виадука и мост Линии 173 над Далейским ручьём

Мост имеет восемь пролетов, семь из которых арочные, опирающиеся на семь опор, три арки находятся со стороны направления на Смихов, четыре со стороны Гостивице. Пролет между третьей и четвертой опорой, считая со стороны Смихова, не арочный, а перекрыт стальной решетчатой фермой. Кроме того, арки виадука имеют и продольный изгиб, в результате чего он сам изгибается по дуге.
Под Юго-восточным виадуком проходит Далейский ручей, через который переброшен автомобильный мост. Таким образом, в данном месте три моста находятся друг над другом: автомобильный мост через ручей, железнодорожный мост Линии 173, также переброшенный через Далейский ручей, и Юго восточный виадук.

## Северо-западный виадук
Северо-западный виадук (также обозначается как верхний), располагается в 500 метрах от юго-восточного, пересекает Глубочепскую улицу в месте начала Прокопской долины. Этот мост состоит из пяти арок, составляет 92 метра в длину и 20 в высоту. Как и у Юго-восточного, арки Северо-западного виадука имеют продольный изгиб, а виадук сам изгибается по дуге.
|  |  |  |  |